# Estación Almirante Solier
Almirante Solier es una estación ferroviaria ubicada en la ciudad del Punta Alta, en el partido de Coronel Rosales, Provincia de Buenos Aires, Argentina.

## Historia
Su construcción finalizó en 1910 a cargo del Ferrocarril Rosario a Puerto Belgrano.